# Ladislao III d'Ungheria
Ladislao III d'Ungheria, (in ungherese III. László; in slovacco e in croato Ladislav III) (Albareale, 1200 circa – Vienna, 7 maggio 1205), fu re d'Ungheria dal 1204 al 1205.
Figlio di Emerico d'Ungheria e Costanza d'Aragona, a sua volta figlia di Alfonso II d'Aragona, fu incoronato il 26 agosto 1204, ovvero poco prima della morte del padre. Emerico assegnò al fratello Andrea la reggenza del regno sino al raggiungimento della maggiore età di Ladislao.
Andrea, divenuto reggente, prese nelle sue mani tutto il potere mentre Costanza e il giovane re Ladislao si ritrovarono poco più che prigionieri e fuggirono a Vienna, dove si rifugiarono presso la corte del duca d'Austria Leopoldo VI di Babenberg. Nel 1205 Ladislao morì a Vienna e venne poi sepolto ad Albareale, in Ungheria.

## Biografia

### Infanzia (circa 1200-1204)
Ladislao era l'unico figlio conosciuto di re Emerico d'Ungheria e di sua moglie, Costanza d'Aragona. La data esatta della nascita di Ladislao resta sconosciuta, ma è probabile che sia nato intorno al 1200, come suggeriscono gli storici Gyula Kristó e Ferenc Makk. Dopo essersi gravemente ammalato, il re Emerico ordinò l'incoronazione di Ladislao nel tentativo di assicurare una successione serena al figlio neonato. Fu Giovanni, l'arcivescovo di Kalocsa, a incoronare Ladislao il 26 agosto 1204. Sul letto di morte, Emerico si convinse a riconciliarsi con il suo fratello minore ribelle, Andrea, che aveva fatto prigioniero per via dei suoi passati tentativi di conquistare la corona per sé. Per questo motivo liberò Andrea, lo incontrò e lo nominò reggente, incaricandolo di preservare il regno e fungere da tutore fin quando Ladislao non sarebbe stato maggiorenne.
(Tommaso Arcidiacono, Storia dei Vescovi di Salona e Spalato)

## Regno (1204-1205)
Il 30 novembre 1204 morì il re Emerico e gli succedette Ladislao. Papa Innocenzo III inviò una lettera al duca Andrea, ammonendolo a rispettare gli interessi del re bambino. Tuttavia, rifiutandosi di ascoltare l'avvertimento di Innocenzo, Andrea si impadronì del denaro che Emerico aveva depositato nell'Abbazia di Pilis è destinato a Ladislao. Ritenendo insicura la posizione del figlio, Costanza decise di fuggire in Austria, portando con sé Ladislao.
Sebbene il duca Andrea avesse compiuto svariati tentativi per catturare la regina Costanza e il re Ladislao prima che abbandonare l'Ungheria, i due riuscirono a sfuggire a queste manovre e raggiunsero sani e salvi Vienna, in Austria. Leopoldo VI di Babenberg, il duca locale che era cugino di re Emerico e del duca Andrea, si dimostrò disponibile a concedere asilo a re Ladislao, malgrado Andrea lo avesse subito minacciato di invadere militarmente i territori che amministrava. Ladislao morì improvvisamente mentre si trovava a Vienna il 7 maggio 1205. Le sue spoglie furono trasportate ad Albareale e Ladislao andò sepolto nella basilica locale.
(Chronica Picta)

## Ascendenza
|                         |                                      |                                       | Genitori                |  |  | Nonni |  |  | Bisnonni           |  |  | Trisnonni          |  |
|                         |                                      |                                       |                         |  |  |       |  |  | Géza II d'Ungheria |  |  | Béla II d'Ungheria |  |
|                         |                                      |                                       |                         |  |  |       |  |  | Géza II d'Ungheria |  |  | Béla II d'Ungheria |  |
|                         |                                      | Elena di Rascia                       |                         |  |  |       |  |  | Géza II d'Ungheria |  |  |                    |  |
| Béla III d'Ungheria     |                                      |                                       |                         |  |  |       |  |  | Géza II d'Ungheria |  |  |                    |  |
|                         |                                      | Efrosin'ja Mstislavna                 | Mstislav I di Kiev      |  |  |       |  |  |                    |  |  |                    |  |
|                         |                                      | Efrosin'ja Mstislavna                 | Mstislav I di Kiev      |  |  |       |  |  |                    |  |  |                    |  |
|                         |                                      | Efrosin'ja Mstislavna                 | Lyabawa Dmitrievna      |  |  |       |  |  |                    |  |  |                    |  |
| Emerico d'Ungheria      |                                      | Efrosin'ja Mstislavna                 |                         |  |  |       |  |  |                    |  |  |                    |  |
|                         |                                      | Rinaldo di Châtillon                  | Enrico di Châtillon     |  |  |       |  |  |                    |  |  |                    |  |
|                         |                                      | Rinaldo di Châtillon                  | Enrico di Châtillon     |  |  |       |  |  |                    |  |  |                    |  |
|                         |                                      | Rinaldo di Châtillon                  | ?                       |  |  |       |  |  |                    |  |  |                    |  |
| Agnese d'Antiochia      |                                      | Rinaldo di Châtillon                  |                         |  |  |       |  |  |                    |  |  |                    |  |
|                         |                                      | Costanza d'Antiochia                  | Boemondo II d'Antiochia |  |  |       |  |  |                    |  |  |                    |  |
|                         |                                      | Costanza d'Antiochia                  | Boemondo II d'Antiochia |  |  |       |  |  |                    |  |  |                    |  |
|                         |                                      | Costanza d'Antiochia                  | Alice di Antiochia      |  |  |       |  |  |                    |  |  |                    |  |
| Ladislao III d'Ungheria |                                      | Costanza d'Antiochia                  |                         |  |  |       |  |  |                    |  |  |                    |  |
|                         | Raimondo Berengario IV di Barcellona | Raimondo Berengario III di Barcellona |                         |  |  |       |  |  |                    |  |  |                    |  |
|                         | Raimondo Berengario IV di Barcellona | Raimondo Berengario III di Barcellona |                         |  |  |       |  |  |                    |  |  |                    |  |
|                         | Raimondo Berengario IV di Barcellona | Dolce I di Provenza                   |                         |  |  |       |  |  |                    |  |  |                    |  |
| Alfonso II d'Aragona    | Raimondo Berengario IV di Barcellona |                                       |                         |  |  |       |  |  |                    |  |  |                    |  |
|                         |                                      | Petronilla d'Aragona                  | Ramiro II d'Aragona     |  |  |       |  |  |                    |  |  |                    |  |
|                         |                                      | Petronilla d'Aragona                  | Ramiro II d'Aragona     |  |  |       |  |  |                    |  |  |                    |  |
|                         |                                      | Petronilla d'Aragona                  | Agnese d'Aquitania      |  |  |       |  |  |                    |  |  |                    |  |
| Costanza d'Aragona      |                                      | Petronilla d'Aragona                  |                         |  |  |       |  |  |                    |  |  |                    |  |
|                         |                                      | Alfonso VII di León                   | Raimondo di Borgogna    |  |  |       |  |  |                    |  |  |                    |  |
|                         |                                      | Alfonso VII di León                   | Raimondo di Borgogna    |  |  |       |  |  |                    |  |  |                    |  |
|                         |                                      | Alfonso VII di León                   | Urraca di Castiglia     |  |  |       |  |  |                    |  |  |                    |  |
| Sancha di Castiglia     |                                      | Alfonso VII di León                   |                         |  |  |       |  |  |                    |  |  |                    |  |
|                         |                                      | Richenza di Polonia                   | Ladislao II l'Esiliato  |  |  |       |  |  |                    |  |  |                    |  |
|                         |                                      | Richenza di Polonia                   | Ladislao II l'Esiliato  |  |  |       |  |  |                    |  |  |                    |  |
|                         |                                      | Richenza di Polonia                   | Agnese di Babenberg     |  |  |       |  |  |                    |  |  |                    |  |
|                         |                                      | Richenza di Polonia                   |                         |  |  |       |  |  |                    |  |  |                    |  |

### Fonti primarie
- Tommaso Arcidiacono, Archdeacon Thomas of Split: History of the Bishops of Salona and Split, a cura di Olga Perić, traduzione di Damir Karbić, Mirjana Matijević Sokol e James Ross Sweeney, CEU Press, 2006, ISBN 963-7326-59-6.
- Dezső Dercsényi, Leslie S. Domonkos (a cura di), Chronica Picta, Corvina, Taplinger Publishing, 1970, ISBN 0-8008-4015-1.

### Fonti secondarie
- (EN) Július Bartl, Dušan Škvarna, Viliam Čičaj e Mária Kohútova, Slovak History: Chronology & Lexicon, Wauconda, Bolchazy-Carducci Publishers, 2002, ISBN 978-08-65-16444-4.
- (EN) Pál Engel, The Realm of St Stephen: A History of Medieval Hungary, 895-1526, I.B. Tauris Publishers, 2001, ISBN 1-86064-061-3.
- (HU) Géza Érszegi e László Solymosi, Az Árpádok királysága, 1000-1301 [La Monarchia degli Arpadi, 1000-1301], in László Solymosi, Magyarország történeti kronológiája, I: a kezdetektől 1526-ig [Cronologia Storica dell'Ungheria, Volume I: Dalle Origini al 1526], Akadémiai Kiadó, 1981,  pp. 79-187, ISBN 963-05-2661-1.
- (HU) Gyula Kristó e Ferenc Makk, Az Árpád-ház uralkodói [Sovrani della casata degli Arpadi], I.P.C. Könyvek, 1996, ISBN 963-7930-97-3.